# بلدة الخبراء القديمة
بلدة الخبراء القديمة بنيت البلدة قبل أكثر من 200 عام من الطين الحر، ما جعلها قوية في وجه الزمن وعوامل التعرية، وتضم أكثر من 400 منزل. بُنيت بالشكل الدائري وهي تشبه بناء بغداد في العصر العباسي، حيث بقيت متماسكة، وتحيط القرية بسوق المجلس والمسجد بشكل دائري، وبهذا تكون أماكن البيع والشراء في منتصف البلدة. تقع البلدة القديمة وسط منطقة القصيم في المملكة العربية السعودية، على مساحة 120 ألف متر مربع، بُنيت في حقبة زمنية تاريخية ترجع إلى العام 1115 هـ، ووصفت بأنها حصن حصين صمدت أمام الغزوات والحملات العسكرية، وترجع تسميتها بالخبراء لأنها كانت مكاناً تتجمع في مياه الأمطار والمياه الفائضة من وادي الرمة قديماً، الذي يعدّ أكبر وادي في الجزيرة العربية وكذلك سميت بخبراء العفالق نسبة لال العفالق أول من سكانها في الألف الأول الهجري.

## الموقع
تقع البلدة في موقع مميز على الضفاف الشمالية لوادي الرمة الشهير وتبعد عن بريدة 60 كيلومتر، وعن عنيزه 40 كيلومتر، وعن الرس 20 كيلومتر، وعن البكيرية 10 كيلومتر، كما تقع البلدة القديمة جنوبي طريق القصيم المدينة القديم بحوالي كيلومتر واحد في منطقة مكشوفة مرتفعة نوعاً ما، وإذا امتلأ وادي الرمة بالمياه دار حول الخبراء القديمة (تقريباً) وهذا ما كان يعطيها موقعاً مميزاً إستراتيجياً بالكشف عن الأعداء قبل وصولهم.

## تاريخ البلدة
الخبراء من بلدان القصيم القديمة، واختلف المؤرخون في سنة بدء عمارتها فأقدم الأقوال تقول أنها بُنيت في سنة 995 هـ، وأول بئر حفرت فيها سنة 1009 هـ، أما المؤرخ إبراهيم بن صالح بن عيسى فذكر أن عمارة الخبراء عام 1140 هـ وكانت تسمى في العصر الجاهلي خبراء السدر، ومن أسمائها: خبراء المجادير، وخبراء الجال. ولهذا كانت منطقة جذب سكاني وسرعت عمارتها خلال مدة وجيزة، وتمددت نحو الغرب فعمرت رياض الخبراء وتكاملت البلدتان حتى وصل امتداد المزارع من شرق الخبراء إلى غرب رياض الخبراء بحوالي 15 كم في أوائل القرن الرابع عشر الهجري وهذه مساحة واسعة جداً بمقاييس ذلك الزمن.
بلدة الخبراء القديمة كل بيوتها من الطين فلا يوجد أثر للإسمنت في بنيانها، ويبلغ قطر السور (العقدة) 1 كيلومتر تقريباً، ويبلغ سمكه من الأسفل 80 سم، ومن الأعلى 40 سم، وبعلو 6 أمتار، وله أربعة أبواب: في الغرب: الباب القبلي، وفي الجنوب: باب مكة، وفي الشرق: باب المحمل (عنيزة)، وفي الشمال باب كركوك (الشعفة). يقسم البلدة أربع شوارع رئيسية هي: باب قبة العمر، وباب قبة الصلحة، وباب قبة السبيت، وباب قبة النويصر، ويوجد فيها تقريباً عشرة آبار (حسو) وبلغ عدد سكان البلدة شاملاً رياض الخبراء في منتصف القرن الثاني عشر الهجري تقريباً 3500 نسمة و200 أسرة خارج البلدة في المزارع. وتعتبر البلدة هي الأصل لغالبية سكان مدينتي رياض الخبراء والبدائع وخصوصاً العليا والوسطى، حيث مع زيادة سكانها تمددت نحو الغرب فعمرت رياض الخبراء ثم البدائع في جنوب وادي الرمة والتي تمت عمارتها مع بداية القرن الرابع عشر الهجري.
اشتهرت الخبراء بحنطتها المميزة وكانت تعرف في سائر منطقة نجد باسم معية الخبراء أو عيش الخبراء، ويروى أنهم استوردوها من الصين عن طريق الهند والبحرين ثم انتشرت في البلدان. تعتبر الخبراء البلدة الوحيدة في المملكة العربية السعودية والتي نزح كل أهلها إلى مخطط جديد يبعد عنها حوالي كيلو مترين ونزعت ملكية مبانيها بموجب الأمر السامي 25054 في 26 شوال 1400 هـ، وذلك بموافقة المقام السامي على نزع ملكيات المباني ومنح أراضٍ أخرى لساكنيها. ومما ساعد على ذلك هو دعم الدولة من خلال الصندوق العقاري الذي بدأ عمله عام 1395 هـ بإقراض المواطنين لبناء بيوت حديثة.
وفي الإحصاء الذي أجري عام 1395 هـ لبلدة الخبراء فقط كانت النتائج كالتالي: عدد المساكن 335 مسكنًا،. عدد السكان 2369 نسمة، الجوامع جامع واحد، المساجد مسجدين، مصليات العيد مصلى واحد، المقابر مقبرة واحدة. بالإضافة لمدرسة بنين افتتحت عام 1369 هـ، مدرسة بنات افتتحت سنة 1387 هـ. عدد المحلات التجارية: 59 (دكاناً)، ولا تزال بعضها قائمة أطلالها، مما يؤكد على أهمية البلدة قديماً ومركزها التجاري، فعدد 59 دكاناً كثير جداً على عدد سكانها، بل هذا العدد الكبير من الحوانيت دليل على كثرة مرتادي سوقها وشهرتها كبلد تجاري عند أهالي المنطقة من بادية وحاضرة.

## آثار البلدة

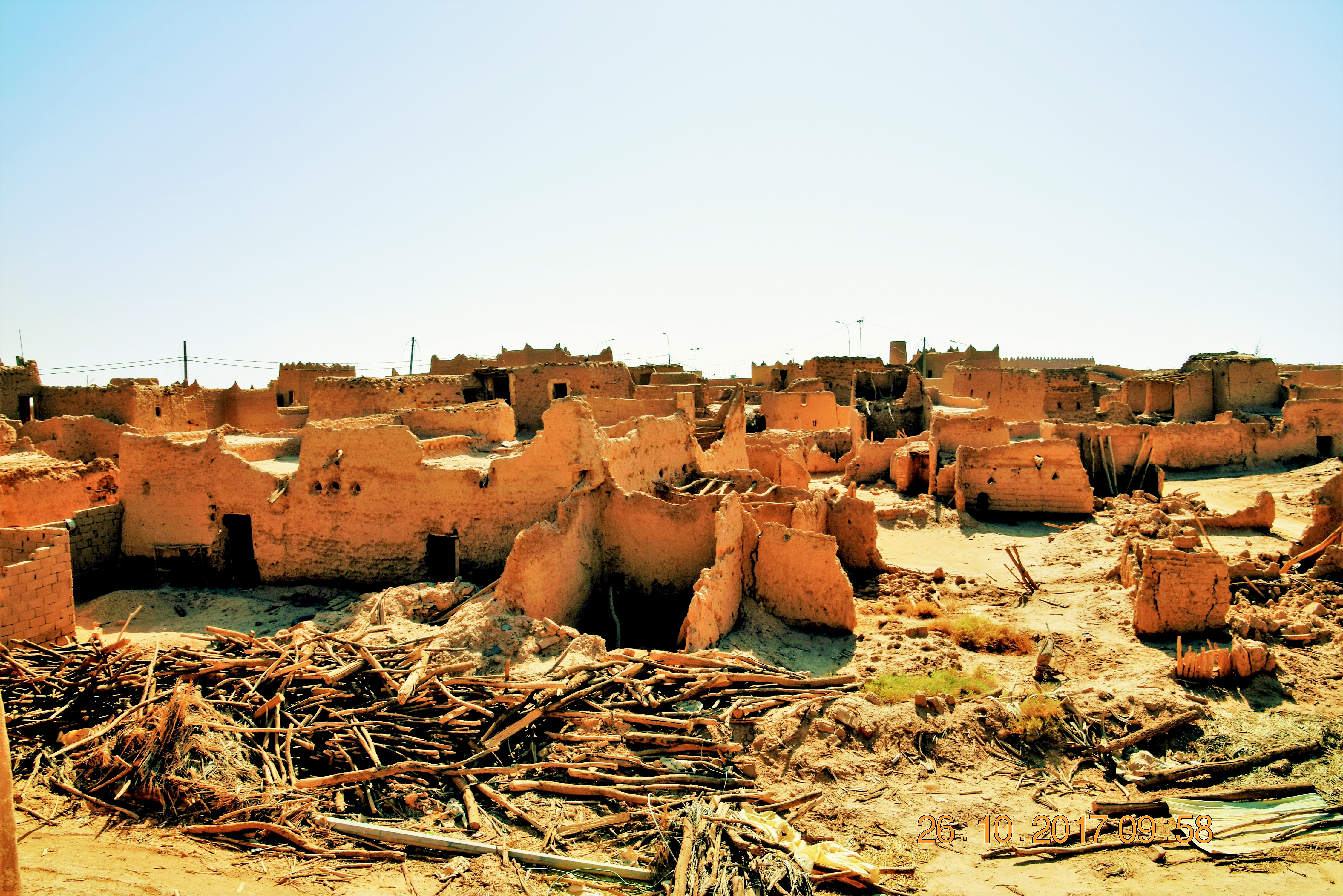

ومن المواقع الأثرية: البرجان الواقعان في الجانب الشرقي من بقايا السور (العقدة) الموصل بينهما، بالإضافة إلى المقبرة القديمة، والبرج الواقع في الجهة الشمالية، والبيت المعروف بـ قصر النويصر بشقيه، وبيت العويرضي ودكان العوهلي بوسط البلدة. ومن الآثار التي كانت موجودة: المدرسة العسكرية، والتي أنشئت في منتصف السبعينات الهجرية، وكانت في مكان يدعى الخبيب بين الخبراء والسحابين، وقام ببنائها الوجيه صالح العبد الرحمن الميمان، واستمرت حتى ألغيت المدارس العسكرية في الثمانينات الهجرية، ولكن هذه المدرسة أزيلت وأقيم مكانها مزرعة. تحتوي البلدة على 400 منزل مبني من الطين

## موقع تراثي

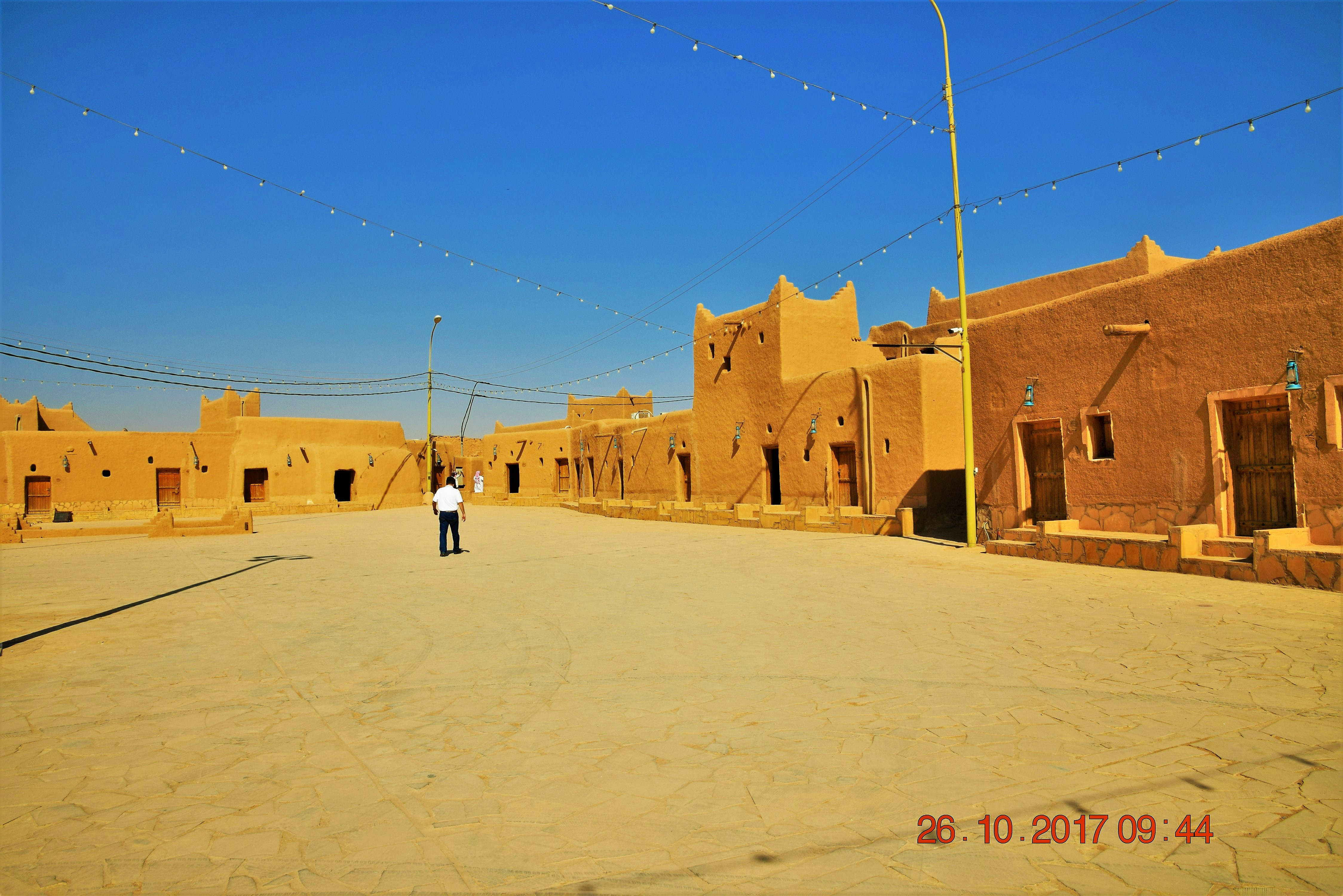

خلال أكثر من ثلاثين عاماً منذ نزوح أهلها إلى مخطط الخبراء الجديدة طالت أيدي العابثين البلدة القديمة فنهبت بعض العينيات التراثية منها، وكذلك استعير بعض من آثارها لقرية الجنادرية التراثية ولم تُعَدْ لها. وقد تم تسليم المواقع والمباني الأثرية التي في البلدة القديمة التراثية لوزارة المعارف قسم الآثار (الهيئة العامة للسياحة والتراث الوطني حالياً) بالمحضر المعد بتاريخ 3 ربيع الثاني 1402 هـ. تعد البلدة أحد أهم مواقع التراث العمراني المعتمدة من الهيئة العامة للسياحة والتراث الوطني، وتفتح أبوابها أمام الزوار من التاسعة صباحا وحتى السادسة مساء يوميا، عدا الجمعة من بعد الظهر إلى آخر المساء. يقام في البلدة بشكل سنوي مهرجان قرية الخبراء التراثية، ابتداءً من عام 1430 هـ.
قامت الهيئة العامة للسياحة والتراث الوطني باعتماد مشروع تأهيل بلدة الخبراء القديمة بمبلغ 5 ملايين ريال من خلال استكمال الأعمال في البنية التحتية للبلدة وتهيئة العناصر المهمة فيها، لجعل البلدة أحد أهم مواقع التراث العمراني في المملكة ونقطة جذب في منطقة القصيم.

## وصلات خارجية
- جولة مصورة في بلدة الخبراء القديمة
- برنامج صباح السعودية عن بلدة الخبراء التراثية
- فيديو عن بلدة الخبراء التراثية